# Конокеєнко Дмитро Павлович
Дмитро́ Па́влович Коноке́єнко (11 серпня 1990 — 3 грудня 2017) — молодший сержант Збройних сил України, учасник російсько-української війни.

## Життєпис
Народився 1990 року в місті Іллічівськ (нині Чорноморськ, Одеська область); навчався в ЗОШ № 9. Мешкав у місті Котовськ (нині Подільськ); закінчив Котовський професійний ліцей.
Мобілізований 2015 року як доброволець — до БСП «Донбас». У серпні 2016-го підписав контракт із ЗСУ; молодший сержант, навідник, командир 1-го протитанкового кулеметного відділення 1-го взводу 1-ї роти 11-го батальйону «Київська Русь».
3 грудня 2017 року загинув під час обстрілу позицій ЗСУ поблизу села Широкине — внаслідок вибуху міни калібру 120 мм, ще один боєць зазнав поранення.
6 грудня 2017-го похований в місті Подільськ.
Без Дмитра залишились мама Лариса Михайлівна, батько і старший брат.

## Нагороди та вшанування
- указом Президента України № 42/2018 від 26 лютого 2018 року «за особисту мужність і самовіддані дії, виявлені у захисті державного суверенітету та територіальної цілісності України, зразкового виконання військового обов'язку» — нагороджений орденом «За мужність» III ступеня[1]